# Vico C
Luis Armando Lozada Cruz (Brooklyn, 8 de setembre de 1971), més conegut com a Vico C, és un cantant de reggaeton, raper i compositor estatunidenc. És considerat el pare del hip-hop llatí, així com el fundador del reggaeton.

## Àlbums
- Hispanic Soul (1991)
- Xplosión (1993)
- Con Poder (1996)
- Aquel Que Había Muerto (1998)
- Emboscada (2002)
- En Honor A La Verdad (2004)
- Desahogo (2005)
- Babilla (2009)

## EP
- La Recta Final (1989)
- Misión: La Cima (1990)